# Ein Fall für zwei: Partner
Partner ist der Titel der 13. Episode der Krimiserie Ein Fall für zwei mit Günter Strack und Claus Theo Gärtner in den Hauptrollen.
In dieser Folge beauftragt nicht der Rechtsanwalt Dr. Renz den Privatdetektiv Josef Matula, sondern Matula involviert umgekehrt den Anwalt in seinen Auftrag.

## Handlung
Klaus Sperber, der gemeinsam mit seinem Jugendfreund Jochen Esswein in Frankfurt am Main ein Geschäft für Herrenmoden betreibt, sucht Josef Matula auf. Er beauftragt diesen, um herauszufinden, ob seine Frau Monika ihn mit seinem ebenfalls verheirateten Freund und Partner betrügt.
Matula beobachtet und fotografiert Jochen Esswein und eine Frau, findet heraus, dass diese sich in der Wohnung einer gewissen Elke Funk treffen und berichtet dies seinem Auftraggeber. Dieser behauptet daraufhin allerdings überraschenderweise, er habe sich inzwischen mit seiner Frau versöhnt. Er möchte sowohl die Fotos als auch deren Negative vernichten. Als Matula zufällig auf Monika Sperber trifft, stellt er fest, dass er anstatt dieser eine andere Frau zusammen mit Esswein gesehen hatte.
Dr. Renz warnt Jochen Esswein vor, dass gegen ihn möglicherweise eine Erpressung geplant sei. Matula sucht Elke Funk auf und hinterlässt seine Kontaktdaten. Diese informiert unmittelbar anschließend ihre Freundin Christiane Eggebrecht darüber. Ein Barkeeper erkennt ebenjene Frau auf einem von Matula vorgezeigten Foto. Esswein sucht Dr. Renz in seiner Kanzlei auf und berichtet, dass er in der Tat erpresst werde. Er verdächtigt seinen Geschäftspartner, dass dieser die Fotos nutzen wolle, um die Ehe der Essweins zu zerstören. Renz und Esswein stellen Sperber diesbezüglich zur Rede. Dieser gibt zu, der angebliche Auftraggeber zu sein. Matula und Renz halten das Ganze jedoch für eine Inszenierung der beiden Geschäftspartner, bei der es in Wirklichkeit um eine Erpressung der vermögenden Christiane Eggebrecht geht. Matula verfolgt Esswein, als er diese in Kronberg im Taunus aufsucht und ihr einen weiteren Erpresserbrief übergibt.
Christiane Eggebrecht wird von Dr. Renz über die bisherigen Erkenntnisse informiert. Zum Schein übergibt sie das geforderte Geld am Abend an Esswein und besteht darauf, ihn zur angeblichen Übergabe zu begleiten. Als Esswein schließlich die Übergabe inszeniert, bedroht sie ihn mit einer Waffe. Matula, der die Situation beobachtet, greift ein und nimmt ihr die Waffe ab.

## Hintergrund
Die Episode wurde überwiegend im Rhein-Main-Gebiet gedreht. Die Kulisse der Kanzlei von Dr. Renz befand sich im Hotel InterContinental Frankfurt. Jochen Esswein und Christiane Eggebrecht spazieren in einer Szene über den Eisernen Steg. In Hintergrund ist der Kaiserdom St. Bartholomäus zu sehen. Als Dr. Renz zu Fuß das Modegeschäft der beiden Partner aufsucht, sieht man im Hintergrund die Alte Oper. Matula verfolgt Esswein später nach Kronberg im Taunus.